# Psychotronique
 (mars 2015).
Si vous disposez d'ouvrages ou d'articles de référence ou si vous connaissez des sites web de qualité traitant du thème abordé ici, merci de compléter l'article en donnant les références utiles à sa vérifiabilité et en les liant à la section « Notes et références ».
La psychotronique est un domaine de la parapsychologie qui veut étudier les phénomènes inexpliqués de manière scientifique.
Elle a donné naissance aux concepts de guerre psychotronique et d'arme psychotronique qui font partie de la guerre non conventionnelle. Une arme psychotronique, appelée aussi arme radiofréquences, produit un champ radioélectrique ou électromagnétique destiné à détruire des équipements électroniques ou à modifier le comportement de personnes ou animaux.

## Description
Dans le bloc soviétique, la psychotronique fut une variante de la parapsychologie, ainsi appelée par son fondateur Zdeněk Rejdák (cs) à la fin des années 1960 pour éviter les connotations négatives associées au nom de parapsychologie. En 1973, la première conférence internationale de psychotronique définissait la psychotronique comme un champ interdisciplinaire étudiant à la fois les interactions entre les organismes vivants et leurs environnements interne et externe, et les processus énergétiques à l'origine de ces interactions. La psychotronique a examiné des phénomènes tels que la suggestion, la télépathie, la psychokinèse et la télégnose (voyance), qu’elle considérait comme établis, et les a profilés en insistant sur leur explication scientifique, conformément au matérialisme marxiste-léniniste alors officiel. František Kahuda (en), ministre de l'éducation tchécoslovaque et promoteur de la psychotronique, a développé sa propre vision de cette dernière, intitulée « psychoénergétique ».
Le nom de psychotronique a été proposé par l'ingénieur français Fernand Clerc.
Un objet de recherche particulier en psychotronique est le champ supposé, qui se distingue des champs d’énergie connus de la science (électriques, magnétiques) par sa structure, insaisissable pour tout appareil de recherche capable de donner un résultat de test vérifiable. Ce domaine n'a pas fait l'objet d'une enquête approfondie et la controverse commence dès la tentative de fixer une date généralement acceptée.
Ainsi, les termes champ morphogénétique (Dr. Rupert Sheldrake), hologramme quantique, esprit de la nature (Dr. Ed Mitchell), esprit de Dieu (Stephen Hawking) ou matrice divine (Gregg Braden) apparaissent. Les études de cette idée sont menées principalement dans le domaine de la physique quantique, le plus souvent par des chercheurs intéressés par l'unification de la science et une tentative de description quantique de la conscience. Le groupe de chercheurs vulgarisant la théorie du terrain comprend les docteurs Fred Alan Wolf, Amit Goswami, William A. Tiller, Dean Radin (créateur du concept des esprits emmêlés) et Stuart Hameroff.
Les recherches les plus spectaculaires sur le terrain sont les expériences menées par Masaru Emoto sur l'impact de la musique et des émotions humaines sur la structure des cristaux d'eau et une série d'expériences sur l'impact des émotions humaines sur l'ADN réalisées d'abord par Vladimir Poponin, puis en 1992-1995 par Glen Rein et Rollin McCraty du Heart Math Institute et prouvant la non-localité - au sens quantique - de ce phénomène.
Une autre expérience psychotronique populaire utilisant le champ discuté s'est avérée être le test mené par Maharishi Mahesha Yoga en 1972 sur l'impact de la méditation collective transcendantale sur la société. L'expérience, appelée aujourd'hui effet Maharishi, a été répétée en 1988 sous le nom de Projet de paix internationale au Moyen-Orient et est maintenant reprise avec succès par divers groupes qui se sont organisés sur Internet.
De la fin des années 1960 au début des années 90, la psychotronique dans la Tchécoslovaquie communiste était officiellement considérée comme une discipline scientifique et ses recherches étaient menées dans plusieurs institutions universitaires d’État en coopération avec les autres pays frères. Cependant, elle n’a jamais été largement acceptée en tant que science internationale et, après la Révolution de Velours, ses locaux universitaires ont été fermés. Depuis lors, elle n’a été traitée que par des particuliers et des associations d’intérêts, alors que la plupart des scientifiques ne l’acceptent pas comme une science et que les grands spécialistes communistes ont migré aux Etats-Unis dans le cadre d'un recrutement de masse des anciens savants soviétiques par la CIA, la NSA et la NASA.
Dans La parapsychologie hier, aujourd’hui, demain, Hubert Larcher indique : « Le 18 mars 1967 fut constitué à Prague un groupe de coordination pour la recherche en psychotronique sous la présidence du professeur Jaroslav Stuchlik, collaborateur de C.G. Jung. En 1970, ce groupe devint la section de recherche psychotronique de la Société Scientifique et Technique Tchécoslovaque sous la direction du docteur Zdenek Rejdak. Celui-ci réunit à Prague, du 18 au 22 juin 1973, avec une très importante participation internationale, un premier Congrès pour la recherche psychotronique à l’issue duquel fut constituée une Association internationale pour la recherche psychotronique dont le deuxième congrès s’est réuni dans la principauté de Monaco, à Monte-Carlo, du 30 juin au 4 juillet 1975 ».

## Hypothèses

### Hypothèses et essais psychotroniques de laboratoire dans le bloc communiste avant 1989
La psychotronique communiste a postulé puis démontré la possibilité d’une interaction mentale à distance entre deux corps biologiques par l’émission de fréquences ciblées. L’une des pistes de compréhension du mécanisme de contrôle mental à distance est l'hypothèse électromagnétique de S. Manczarski et I. M. Kogan et l'hypothèse non électromagnétique de L. L. Vasilyev.
Sur la base de son travail expérimental, S. Manczarský a conclu que : 
1. Les sources d’émissions permettant d’influer la pensée d’une cible à distance proviennent des courants électriques qui traversent le cerveau humain au cours du processus de réflexion.
2. La nature de la transmission, comme pour les autres émissions naturelles, est le haut débit, avec un spectre large.
3. La gamme de longueurs d'onde effective du côté récepteur doit être comprise approximativement entre 10 et 15 kilomètres. Cependant, le spectre de la radiodiffusion peut être encore plus large.
4. L'énergie émise par le cerveau est si faible chez l'homme moyen (environ 2,10 à 10 W) que les émissions ne peuvent pas être détectées par un appareil existant (note : ici au début des années 70)[7]

I. M. Kogan, qui a étudié à la A.S. de Popo, a soutenu que les équations qu’il a données dans son étude impliquent qu'il existe, en principe, la possibilité de transmettre des informations mentales via le champ électromagnétique induit par des courants biologiques sur une distance quelconque, cette distance pouvant être d'autant plus grande que le taux de transmission est lent. Lors de la transmission des idées entre sujets, une bonne réception était obtenue dans environ 30% des cas et une réception satisfaisante dans environ 50% des expériences. La puissance du signal reçu est comprise entre 10-17 et 10-19 W / m², mais les valeurs calculées dépendent de la longueur d'onde à laquelle sont transmises les informations. Les courants électriques des groupes de cellules nerveuses peuvent atteindre l’ordre de µA (déterminé expérimentalement). La longueur d'onde à la limite inférieure est de 1 m et celle du haut jusqu'à 1 000 km.
S. Inomata a créé une théorie sur les champs électromagnétiques complexes avec un composant inconnu qui possède la propriété supposée de se propager librement sans perte dans la matière, par exemple à travers une plaque métallique. Cette onde électromagnétique est appelée onde Tesla.
L.L. Vasiliev s'est efforcé de prouver que la transmission d'information mentale à distance sur une longue distance n'était pas rendue possible par une onde électromagnétique. Il a expérimenté une procédure de contrôle mental à distance, où le sujet cible était placé dans une pièce ou dans une cage de Faraday, endormi et réveillé à distance. À la suite des expériences, il a été constaté qu'il n'y avait aucune différence entre le temps requis pour dormir par hypnose à distance dans la cage et sans conditions de protection. Les expérimentateurs ont conclu que l'agent de transmission des informations de contrôle mental n'était probablement pas une onde électromagnétique à longue distance, mais une autre énergie physique, probablement plus subtile,.

### Hypothèses occidentales
Un objet de recherche particulier en psychotronique est le champ supposé, qui se distingue des champs d’énergie connus de la science (électriques, magnétiques) par sa structure, insaisissable pour tout appareil de recherche capable de donner un résultat de test vérifiable. Ainsi, les termes champ morphogénétique (Dr Rupert Sheldrake), hologramme quantique, esprit de la nature (Dr Ed Mitchell), esprit de Dieu (Stephen Hawking) ou matrice divine (Gregg Braden) apparaissent. Les études sont menées principalement dans le domaine de la physique quantique, le plus souvent par des chercheurs intéressés par l'unification de la science et une tentative de description quantique de la conscience. Le groupe de chercheurs vulgarisant la théorie du terrain comprend les docteurs Fred Alan Wolf, Amit Goswami, William A. Tiller, Dean Radin et Stuart Hameroff. Les recherches les plus spectaculaires sur le terrain sont les expériences menées par Masaru Emoto sur l'impact de la musique et des émotions humaines sur la structure des cristaux d'eau et une série d'expériences sur l'impact des émotions humaines sur l'ADN réalisées d'abord par Vladimir Poponin, puis en 1992-1995 par Glen Rein et Rollin McCraty du Heart Math Institute et prouvant la non-localité - au sens quantique - de ce phénomène.